# Фунацу Юрі
Юрі Фунацу (яп. 船津友里; нар. 8 жовтня 1984,) — японська борчиня вільного стилю, чемпіонка Азії, срібна призерка чемпіонату світу серед студентів.

## Життєпис
Боротьбою почала займатися з 1990 року. У 2004 році стала чемпіонкою Азії серед юніорів.
Виступала за спортивний клуб Токійського університету. Тренер — Тосіюкі Ічіхасі.

## Спортивні результати на міжнародних змаганнях

### Виступи на Чемпіонатах Азії
| Змагання                       | Збірна | Вагова категорія          | Місце  |
| ------------------------------ | ------ | ------------------------- | ------ |
| Чемпіонат Азії з боротьби 2006 | Японія | жіноча боротьба, до 48 кг | Золото |

### Виступи на Чемпіонатах світу серед студентів
| Змагання                                        | Збірна | Вагова категорія          | Місце  |
| ----------------------------------------------- | ------ | ------------------------- | ------ |
| Чемпіонат світу з боротьби серед студентів 2005 | Японія | жіноча боротьба, до 48 кг | Срібло |
| Чемпіонат світу з боротьби серед студентів 2006 | Японія | жіноча боротьба, до 48 кг | 8      |

### Виступи на змаганнях молодших вікових груп
| Змагання                                      | Збірна | Вагова категорія          | Місце  |
| --------------------------------------------- | ------ | ------------------------- | ------ |
| Чемпіонат світу з боротьби серед кадетів 1999 | Японія | жіноча боротьба, до 43 кг | 5      |
| Чемпіонат світу з боротьби серед юніорів 2003 | Японія | жіноча боротьба, до 48 кг | 4      |
| Чемпіонат Азії з боротьби серед юніорів 2004  | Японія | жіноча боротьба, до 48 кг | Золото |